# Kirk Baptiste
Kirk Baptiste (20. června 1963 – 24. března 2022) byl americký atlet, sprinter, halový mistr světa v běhu na 200 metrů z roku 1987.

## Sportovní kariéra
Specializoval se na běh na 200 metrů. Na olympiádě v Los Angeles v roce 1984 v této disciplíně získal stříbrnou medaili, zároveň v této sezóně zaběhl svůj osobní rekord 19,96 s. O rok později se stal mistrem USA v bězích na 100 i 200 metrů. Největším úspěchem se pro něj stal titul halového mistra světa v běhu na 200 metrů z roku 1987.